# Вибори польсько-литовського короля 1669

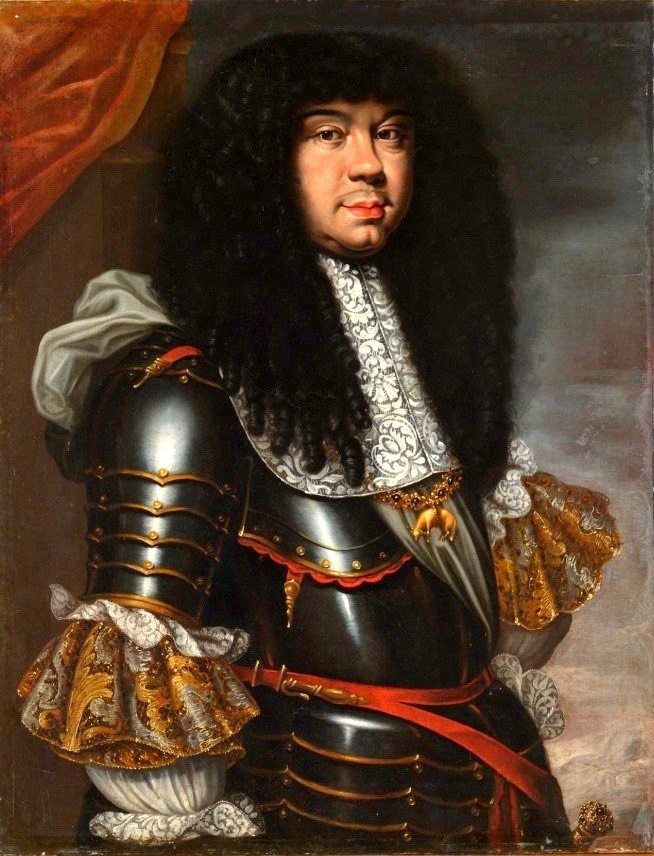
Портрет короля Міхала Корибута Вишневецького, невідомого польського художника XVII ст.

Елекція 1669 року — обрання нового монарха Речі Посполитої після зречення Яна Казимира Вази 16 вересня 1668 року. Вибори розпочалися 2 травня 1669 р. відкриттям елекційного сейму у Волі під Варшавою, а завершилися 19 червня того ж року обранням польським королем Міхала Корибута Вишневецького.

## Перед виборами
У березні 1668 року Ян Казимир підписав угоду з королем Франції та Філіппом Вільгельмом, герцогом Нойбурзьким. Король погодився зректися престолу і підтримати кандидатуру Філіппа. Натомість він мав лишитися у Франції та отримати кошти, що забезпечували б йому гідне життя. Незадовго до зречення Яна Казимира відбулося значне посилення позицій групи коронної старшини — пов'язаної з Собеським і французькою партією. Приблизно 15 вересня вони отримали номінації на вищі посади від короля. Останній раз Ян Казимир як король з'явився на сеймовому засіданні 16 вересня 1668 року. Тоді він повернув свою виборчу грамоту, звільнив підданих від покори і попросив вибачення за свої помилки. На завершення зустрічі він нагадав про свою промову 1661 року, в якій передбачив падіння Речі Посполитої від рук трьох загарбників: Москви, Австрії та Бранденбурга. Влада в країні перейшла до рук примаса-інтеррекса Миколая Пражмовського, прихильника профранцузького табору.

## Претенденти на престол
У боротьбу за польський престол вступили дві ворогуючі фракції: профранцузька та прогабсбурзька. Французька кандидатура з'явилася ще в 1658 році, коли Луїза-Марія почала домагатися обрання Vivente rege Генріха Юліуса д'Анг'єна. Проте з 1664 року Франція підтримала кандидатуру його батька, принца Людовика-Великого Конде, а з 1667 року офіційним кандидатом від Франції став принц Філіп Вільгельм. Прогабсбурзька партія висунула Карла Лотарингського, імперського генерала, якого підтримувала Австрія через запропонований ним шлюб з Елеонорою Габсбургською, сестрою імператора Леопольда I. Московська сторона також претендувала на польський престол. Кандидатом був висунутий цар Олексій Михайлович або один із його синів (Олексій чи Федір). Кандидатуру підтримав литовський представник Паць, сподіваючись заспокоїти бойові дії на кордоні Великого князівства Литовського з Москвою. Наступним кандидатом від французького табору став Яків Стюарт, герцог Йоркський. Як католика, його не дуже любили в Англії, тому Людовик XIV, при якому Яків раніше служив, рекомендував його кандидатуру на престол Речі Посполитої. Екзотичним кандидатом був кримський хан Аділь Ґерай. Він оголосив про перехід на католицизм. Через своїх посланців він нагадав польській шляхті про допомогу, яку татари надавали полякам у війнах. Додатковим активом мало стати нібито польське походження хана. Окрім вищезгаданих кандидатів, на польський престол висувалися такі особи: Фрідріх Вільгельм, принц Пруссії та курфюрст Бранденбурга, колишня королева Швеції Христина Ваза, італійський чернець Барнабіта та четверо «Пястів»: Міхал Корибут Вишневецький, Дмитро Юрій Вишневецький, Олександр Януш Заславський-Острозький та Олександр Поляновський.

## Вибори
Після зречення були скликані сеймики, а згодом і конвокація, маршалком якої був Ян Антоній Храповицький, підкоморій смоленський. На конвокації датою елекційного сейму було визначено 2 травня 1669 року. Шляхта зібралась у великій кількості на виборчому полі, бл. 11 тисяч. Через неприхильність шляхти до іноземців примас прийняв нові правила виборів. Іноземні війська не могли підійти до Варшави на 3 милі, а іноземцям мав бути повністю заборонений вхід на виборчі поля. Під час виборів було багато інцидентів. 6 червня шляхетство напало на будинок, де засідав сенат. Натовп змусив Великого Конде, звинуваченого в незаконному домаганні корони, виключити зі списку кандидатів. 17 червня шляхетство, нетерпляче від тривалих нарад, знову вторглося в дебати сенаторів. Через два дні сталося знамените «диво» обрання Міхала Корибута Вишневецького. Його кандидатуру підтримало 21 з 37 воєводств. Такий поворот подій був результатом відрази шляхти до іноземного монарха та бажання уникнути громадянської війни між двома фракціями. Важливу роль у цій події відіграв Анджей Ольшовський, який написав і розіслав брошуру про обрання польського короля на престол. Кажуть, що Міхал Корибут Вишневецький був збентежений вибором на престол. Примас Миколай Пражмовський опирався проголошенню Вишневецького королем, але врешті піддався погрозам замінити його єпископом Чарторийським і виконав зобов'язання. Передбачувано, що з усіх польських кандидатів шляхта обрала Міхала Корибута Вишневецького через славу його батька Яреми Вишневецького. Тому Вишневецький став зручним королем шляхти, тоді як магнатиерія була принижена і не мала впливу на вибір нового монарха.